# Jascha Silberstein
Jascha Silberstein   (21 d'abril de 1934 - 21 de novembre de 2008) fou un músic estatunidenc d'origen alemany. Va ser durant trenta anys el primer violoncel·lista de l'orquestra del Metropolitan Opera de Nova York.

## Joventut i estudis
Silberstein va néixer a Stettin, Alemanya (avui Szczecin, Polònia) amb el nom de Hannes Bruno Willer, i va créixer a Stettin i després a Mannheim. Per escapar dels bombardeigs de 1943 contra Stettin, la seva família es va traslladar a la casa materna del sud d'Alemanya, amb el seu pare, un metge, a Stettin. Començant estudis sobre el piano als 5 anys, va fer la seva primera aparició pública als 11 anys, tocant el Concert de Bach en re menor, i després va canviar al violoncel als 12 anys després d'escoltar Gregor Piatigorsky tocar. Després de tocar diversos anys amb una banda gitana a Wiesbaden i una orquestra a Múnic, va estudiar violoncel amb Rudolf Hindemith, germà de Paul Hindemith, i el llegendari violinista txec Váša Příhoda. Va adoptar el nom de Jascha Silberstein en honor del seu mentor.

## Carrera
El 1962, deixant l'orquestra de l'Òpera de Nuremberg, va acceptar un lloc docent al "Texas Western College" d'El Paso, i també va ser violoncel·lista principal de l'Orquestra Simfònica d'El Paso durant la temporada 1962-63. La temporada 1963-64, va tocar amb lOrquestra Simfònica de Pittsburgh, i l'octubre de 1964, es va unir a lOrquestra Simfònica de Boston. Va ser alliberat del seu contracte amb lOrquestra Simfònica de Boston l'agost de 1966, per unir-se a lOrquestra Metropolitana com a violoncel·lista principal, càrrec que va ocupar durant trenta anys, fins a la seva jubilació. A finals dels anys seixanta i setanta, va aparèixer sovint al Festival de Música Romàntica Descuidada de la Universitat Butler, tocant obres que no s'havien sentit en dècades, diverses de les quals va gravar. També va tocar al Newport Music Festival.

## Discografia
Silberstein va gravar àlbums per a London Records i la Musical Heritage Society. Algunes de les seves actuacions en directe han estat publicades en una sèrie Jascha Silberstein: Live Performances (1-5).
- Enregistraments del 1972 publicats per London Records. Richard Bonynge dirigint L'orquestra de la Suisse Romande.
- Concerts de violoncel romàntic (obres d'Daniel Auber, Jules Massenet i David Popper)
- Concert núm. 1 en la menor de Daniel Auber. Orquestrat per Douglas Gamley.
- Concert en mi menor, op. 24 de David Popper.
- Fantasia per a violoncel i orquestra de Jules Massenet.
- Gala de ballet: Homenatge a Pavlova (obres de Camille Saint-Saëns, Piotr Ilitx Txaikovski, Leo Delibes i altres)
- Enregistraments de 1975 publicats per la Societat del Patrimoni Musical.
- El so Virtuós. Amb Linda Hall, piano.
- Recordo: sis poemes per a violoncel i piano, d'Issachar Miron. Amb Tsipora Miron al piano.

## Vida personal
Silberstein va morir el 21 de novembre de 2008 a casa seva a Hot Springs, Arkansas. Estava casat amb dues filles. El seu obituari va figurar a l'edició del 23 de novembre de 2008 de l'Arkansas Democrat-Gazette. No s'indicava la data ni la causa de la mort.